# Dumarwana
Dumarwana (en népalais : डुमरवाना) est un comité de développement villageois du Népal situé dans le district de Bara. Au recensement de 2011, il comptait 21 470 habitants.